# Orličky
Orličky é uma comuna checa localizada na região de Pardubice, distrito de Ústí nad Orlicí.